# Villy-le-Bois
Villy-le-Bois é uma comuna francesa na região administrativa de Grande Leste, no departamento de Aube. Estende-se por uma área de 5,41 km². Em 2010 a comuna tinha 56 habitantes (densidade: 10,4 hab./km²).